# Juliet Burke
Juliet Burke è un personaggio della serie televisiva Lost, interpretato da Elizabeth Mitchell.

## Biografia

### Prima dell'arrivo sull'isola
Prima di arrivare sull'isola, la dottoressa Juliet Burke viveva a Miami insieme alla sorella Rachel. Juliet stava lavorando come ricercatrice sulla fertilità per il suo ex marito Edmund Burke (che deve il suo nome al filosofo irlandese Edmund Burke), alla Miami Central University. Avendo Rachel perso la fertilità in seguito alla chemioterapia, Juliet la sottoponeva ad esperimenti non autorizzati cercando di restituirgliela.
Nel 2001 le viene offerto un lavoro dalla Mittelos Bioscience. Sapendo che Edmund non le avrebbe mai permesso di partire, Juliet disse scherzosamente che potrebbe accettare il lavoro soltanto se il suo ex marito fosse investito da un autobus. Quando Juliet torna a casa, sua sorella le rivela di essere incinta e le suggerisce di informare Edmund. Dopo aver ricevuto la notizia, Edmund fa un passo indietro scendendo dal marciapiede sulla strada, venendo immediatamente travolto da un autobus. Edmund muore, e all'obitorio si presentano i rappresentanti della compagnia: Richard Alpert e Ethan Rom. Loro le esprimono le condoglianze e le chiedono di nuovo di accettare il lavoro, che stavolta Juliet accetta. Subito dopo si scopre che il cancro di Rachel è sparito. 
Quando Juliet arriva alla Mittelos, è sorpresa dall'area di segretezza in cui è avvolta la compagnia. Non è nemmeno informata di quale sia il luogo dove lavorerà. Juliet è trasportata fino ad un campo di aviazione dove Richard Alpert le offre un succo di frutta in cui è contenuto un sonnifero. Quando lei protesta, Richard dice che la sua esperienza con la fertilità, specialmente l'esito miracoloso avuto sulla sorella, sono le ragioni per le quali l'hanno chiamata. Le promette che sull'isola ci sono cose che lei potrebbe solo sognare. Allora Juliet beve il succo e si addormenta immediatamente.

### Sull'isola

#### Prima dello schianto
Juliet si sveglia a bordo del sottomarino degli Altri, è legata ai polsi, alle caviglie e in vita. Viene liberata da Ethan e quando approdano sull'isola incontra Benjamin Linus. Per i tre anni successivi Juliet, su ordine di Ben, si occuperà di curare le donne incinte, che inspiegabilmente sull'isola continuano a morire, ma senza successo. La mancanza di risultati la scoraggia, ma è costretta a rimanere sull'isola “finché non porterà a termine il proprio lavoro”. Juliet vorrebbe ritornare dalla sorella Rachel, ma Ben le rivela che il suo cancro è tornato e morirà prima che Juliet possa raggiungerla. Comunque, Ben promette che, se Juliet rimane, provvederà lui a curare il cancro di Rachel. Lei accetta, ma non si fida più di Ben quando scopre le radiografie del suo tumore. Lo affronta furente poiché lui le aveva detto che sull'isola nessuno si ammalava di cancro e che lui era in grado di curarlo, e gli dice che è convinta che le abbia mentito dicendole di aver guarito sua sorella,  quindi lo supplica di farla tornare a casa, ma Ben rifiuta. Dopo questo avvenimento, Juliet non ha più lo stesso rispetto di Ben e degli Altri. Nel giorno dell'impatto, Juliet stava ospitando un club del libro in casa sua per discutere del suo romanzo preferito, Carrie, ma non aveva invitato Ben.
Viene rivelato all'interno di un suo flashback, come prima dello schianto abbia avuto una relazione adulterina con Goodwin, marito della sua terapista Harper.
Benjamin Linus, innamorato di lei, manderà Goodwin ad infiltrarsi tra i sopravvissuti della sezione di coda, affinché possa essere scoperto e ucciso.

#### Terza stagione: dopo lo schianto
Dopo aver mandato Ethan e Goodwin ad investigare, Ben porta Juliet con sé da Mikhail Bakunin, il quale apre una connessione satellitare con l'America del Nord, nella quale Juliet riesce a vedere Rachel visibilmente in buona salute con suo figlio ormai di due anni, chiamato Julien. Juliet scoppia in lacrime pregando di nuovo Ben di lasciarla andare, ma lui rifiuta ancora una volta.
Poche settimane dopo, Ben invita Juliet a cena a casa sua. Lei gli chiede notizie di Goodwin e lui la informa che sembra sia interessato ad una delle sopravvissute Ana Lucia. Qualche giorno dopo, Ben conduce Juliet nel bosco per farle vedere il cadavere di Goodwin. Lei, disperata, capisce che la sua morte era voluta da Ben e che fu mandato di proposito come infiltrato. Ben risponderà alle accuse urlandole "Tu sei mia!".
Successivamente, Juliet e Ben entrano alla stazione Perla, dove guardano Jack Shephard da uno dei monitor. Juliet accenna di trovarlo affascinante. I due discutono della possibilità di fare operare Ben da lui e Juliet gli chiede come ha intenzione di convincerlo a farlo; Ben risponderà dicendo che farà leva sulle sue capacità persuasive. Vanno via subito dopo, lasciando una radio che verrà raccolta da Paulo.
Quando Michael è imprigionato, Juliet lo va a trovare e lo informa che gli Altri gli hanno preparato una barca per lasciare l'isola; inoltre gli dice qualcosa a proposito di quanto Walt sia “speciale”.
Più tardi, Juliet dice a Ben quanto diventi pericoloso Walt quando fa qualcosa nella “Stanza 23“. Ben le risponde che è soltanto un bambino, ma Juliet fa vedere a Ben un mucchio di uccelli morti e dice che nessun bambino è in grado di fare ciò.
Juliet viene incaricata di interrogare Jack in una sezione subacquea della stazione Idra. All'inizio Jack rifiuta di collaborare, finendo quasi per allagare la stanza, ma Juliet riesce a stabilire un contatto con lui. Principalmente gli porta da mangiare, ma quando deve operare Colleen, chiede aiuto a Jack. Colleen muore, e durante il funerale Ben chiede a Juliet come mai ha fatto vedere a Jack le sue lastre. Quando le viene detto di convincere Jack a operare Ben, mentre gli parla gli mostra un video dove lei stessa mostra dei cartelli chiedendogli di far morire Ben durante l'intervento facendolo sembrare un incidente. Quando Jack prende Ben in ostaggio durante l'intervento, Juliet sostiene che Jack sta bluffando. Ben si sveglia durante l'operazione e chiede a Juliet di aiutare a Kate e Sawyer a fuggire, e in cambio le concede di tornare a casa. Lei trova i due tenuti sotto tiro da Pickett e lo uccide sul posto. In seguito viene processata per il crimine, ma le viene risparmiata l'esecuzione da Ben; tuttavia, viene marchiata sulla parte bassa della schiena prima di ritornare al villaggio.
Quando Locke, manipolato da Ben, fa esplodere il sottomarino, Juliet si vede sfumare la sua unica possibilità di andarsene dall'isola.
A partire da quel momento, e dopo la cattura di Kate e Sayid, Ben le dà le istruzioni per infiltrarsi tra i superstiti del disastro aereo per acquisire informazione su Kate e su altre donne potenzialmente incinte. In seguito si ammanetta a Kate nella giungla e le racconta di essere stata abbandonata anche lei. Comunque, dopo essere state aggredite dal “Mostro”, Juliet toglie le manette e respinge il “Mostro” grazie alla barriera ultrasonica. Le due ritornano al campo, dove Juliet libera Sayid.
Grazie alla protezione di Jack, le viene concesso di rimanere con i superstiti dell'aereo. In seguito, riesce a stento di evitare l'interrogatorio di Sayid e Sawyer perché deve aiutare Claire. In realtà, il malessere di Claire è stato provocato dall'attivazione del suo impianto da parte degli Altri, probabilmente soltanto per far guadagnare fiducia in Juliet.
Inoltre Juliet porta Sun al Caduceo per controllare la sua gravidanza e le fa un'ecografia; conferma che il bambino è stato concepito sull'isola, pertanto è figlio di Jin. Poco dopo, Juliet confessa a Jack lo scopo per il quale sta con i superstiti.
Più tardi, Kate informa Jack e Juliet dell'arrivo di Naomi, e decidono di andarsene velocemente. Nella giungla vanno dalla Rousseau e elaborano un piano. Quando ritornano, scoprono che Sawyer ha fatto ascoltare il registratore di Juliet, rivelando i suoi appunti su Sun. Juliet allora rivela dell'intenzione degli Altri di invadere l'accampamento e di rapire le donne incinte. Juliet e Jack rivelano agli altri il loro piano per scampare agli Altri, ma poi arriva Karl, che li informa dell'arrivo immediato degli Altri. Juliet racconta della stazione Specchio, la quale blocca tutti i segnali provenienti dall'isola, la maggior parte dei superstiti quindi va alla torre radio, mentre Desmond e Charlie vanno alla stazione Specchio.
Dopo aver capito che il piano di Sayid non è riuscito, Juliet dà un bacio a Jack prima di tornare con Sawyer al campo. Dopo che Hurley ha investito uno degli Altri con il furgone, Juliet mette alle strette Tom, che però viene inaspettatamente ucciso a sangue freddo da Sawyer.

#### Quarta stagione
Juliet rimane con il gruppo di Jack quando i superstiti si dividono in due, nella speranza di essere salvata.

In seguito Frank Lapidus le chiederà il nome, scoprendo che non figura sulla lista d'imbarco dell'aereo e capendo quindi che era già sull'isola al momento dell'incidente.
Quando Faraday e Charlotte spariscono dal campo Juliet e Jack si lanciano al loro inseguimento. La donna viene avvicinata da Harper Stanhope, la sua ex psicoterapeuta e moglie di Goodwin, che le ordina di uccidere i due nuovi venuti, accusati da Ben di voler uccidere tutti i presenti sull'isola grazie ai gas della stazione Tempesta. Juliet prosegue quindi la ricerca da sola e trova Faraday e Charlotte intenti a trafficare con degli apparecchi; Charlotte riesce a convincere Juliet che in realtà il loro scopo è quello di mettere in sicurezza la stazione prima che possa rilasciare i gas letali.
Riunitasi a Jack fuori dalla stazione lo bacia.
Quando si scopre che Jack soffre di appendicite è Juliet ad operarlo, assistita da Kate. La dottoressa rivela alla sua improvvisata assistente che lei e Jack si sono baciati ma che per lui è stato solo un modo per provare a sé stesso di non essere innamorato di un'altra.
Giunti al momento di evacuare l'isola, Juliet sceglie di rimanere nell'ultimo gruppo, per controllare le operazioni di salvataggio. Dopo l'esplosione della nave rimane sulla spiaggia bevendo rum, è lì che la trova Sawyer quando lo informa che la nave è esplosa.

#### Quinta stagione: con il Progetto DHARMA
Dopo lo spostamento dell'isola, Juliet rimane con alcuni sopravvissuti del volo 815, che si sono dispersi dopo aver ricevuto un attacco dagli Altri. Juliet stringe un legame con Sawyer. I due, insieme a Miles e Jin, si fanno assumere nel Progetto DHARMA e vivranno nelle baracche per tre anni, instaurando una relazione sentimentale.
Quando la loro copertura salta, lei e Sawyer (per il Progetto DHARMA James LaFleur), tentano di fuggire dalla barecche, ma vengono però catturati ed espulsi dall'isola. Mentre, insieme a Kate, sono sul sottomarino che li riporterà sulla terraferma, Sawyer e Juliet apprendono da Kate la notizia che Jack ha intenzione di fare esplodere la bomba; i tre si ribellano e fanno virare il sottomarino per tornare sull'isola.
Attraverso un flashback, si vede che i genitori di Juliet hanno divorziato quando era bambina, dicendo a lei e a sua sorella che loro si amano ancora ma ciò non significa che devono stare assieme. Successivamente lei ripeterà le stesse parole a Sawyer, credendo che provi ancora qualcosa per Kate. Così, diversamente dalle sue intenzioni iniziali, decide di aiutare Jack a far esplodere la bomba, nella speranza che così facendo non incontrerà mai Sawyer, così da non doverlo perdere.
Nel finale di stagione, durante la battaglia a fuoco che si svolge al Cigno, a causa della forza elettromagnetica sprigionata dal foro, Juliet rimane imprigionata in una catena metallica che la attrae verso il fondo della buca. Kate si accorge del problema e chiama Sawyer; i due proveranno a salvarla, ma Juliet, accorgendosi del pericolo che sta correndo Sawyer stesso, gli lascia la mano e precipita nel foro. Si risveglierà gravemente ferita sul fondo del foro con la bomba inesplosa accanto. Con le ultime forze rimaste, comincerà a colpirla con un sasso fino a farla esplodere.

#### Sesta stagione
Dopo lo scoppio della bomba Juliet si ritrova intrappolata. È ancora viva ma le sue condizioni sono gravissime. In suo soccorso intervengono Sawyer, Kate, Jack, Hugo e Miles, ma i loro sforzi per salvarla sono inutili. Dopo aver detto poche parole («Devo dirti una cosa molto, molto importante»), la ragazza muore tra le braccia di James. Il mattino successivo, Sawyer seppellisce il corpo di Juliet e chiede a Miles cosa Juliet volesse dirgli prima di morire. La risposta è: «Ha funzionato».

## Episodi dedicati a Juliet
| Stagione | Titolo italiano | Titolo originale | Tipo di flash |
| -------- | --------------- | ---------------- | ------------- |
| 3        | Non a Portland  | Not in Portland  | flashback     |
| 3        | Una di noi      | One of Us        | flashback     |
| 4        | L'altra donna   | The Other Woman  | flashback     |

## Capacità
Juliet è una ginecologa molto esperta, che ha messo a punto tecniche innovative nel campo della fertilità. È discretamente abile come chirurgo.
È anche un'abile combattente, con conoscenze avanzate di Judo.